# دین هلر
دین هلر (به انگلیسی: Dean Heller) (زادهٔ ۱۰ مه ۱۹۶۰) سناتور ایالت نوادا در سنای ایالات متحده آمریکا است که برای نخستین‌بار در ۹ مه ۲۰۱۱ به‌عضویت این مجلس درآمد. وی در زمرهٔ سناتورهای گروه اول است که تنها دو سال در سنا حضور دارند و در انتخابات بعدی نیز مجدداً می‌توانند شرکت کنند و تا تاریخ ۳ ژانویه ۲۰۱۹ در این مجلس خواهد بود.